# Sunset Productions
 (juillet 2017).
Le contenu est difficilement compréhensible vu les erreurs de traduction, qui sont peut-être dues à l'utilisation d'un logiciel de traduction automatique.
Sunset Productions  était une division de syndication télévisuelle de Guild Films qui existait dans les années 1950.

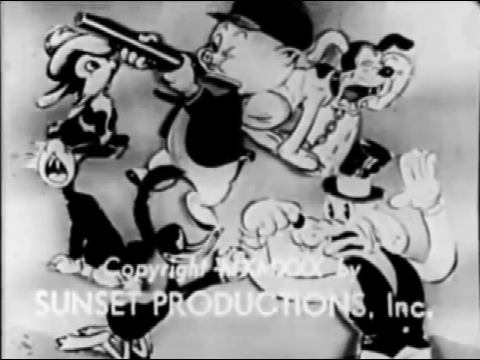
Sunset Productions

## Aperçu
Sunset Productions est mieux connue comme la compagnie identifiée dans l'avis de droit d'auteur sur une série de dessins animés en noir et blanc de Warner Bros Pictures distribués à la syndication télévisuelle à partir de 1955 et qui ont été vendus à Guild Films. Cette série se composait de Looney Tunes, en plus de tous les épisodes en noir-et-blanc de Merrie Melodies après l'époque Harman-Ising, 191 dessins animés en tout. Le reste des dessins animés de la période pré-août 1948  (qui inclut toutes les épisodes en couleurs de cette période, en plus des Merrie Melodies de la période Harman-Ising  sauf Lady, Play Your  Mandolin!) ont été vendus à des Associated Artists Productions en 1956.
De nouveaux titres d'ouverture et de clôture ont été créés pour supprimer toute référence au studio original parce qu'à l'époque, Warner Bros ne voulait pas être associé avec la télévision. Pour cette raison, toutes les références de Warner Bros. dans les dessins animés eux-mêmes ont également été supprimées - comme dans Porky à Zinzinville, où le dodo zoome avec le WB Shield pour atteindre Porky Pig avec une fronde, puis refait un zoom arrière.
Une erreur particulière est constamment constatée sur les avis de droit d'auteur figurant sur les cartes de titre de Sunset Productions, dans lesquels la date du droit d'auteur est incorrectement indiquée en chiffres Romains "MXM..." plutôt que "MCM..." (c'est-à-dire MXMXLI pour 1941).
La distribution proprement dite a été assurée par Guild Films. Sunset a été dissoute par Warner Bros. à la fin des années 1950 ; Guild Films a fermé ses portes en 1961 et Warner Bros. a vendu les droits télévisuels des dessins animés à Seven Arts Productions. En 1967, Seven Arts a racheté Warner Bros et est devenu Warner Bros-Seven Arts ; à ce moment la Warner Bros a récupéré les droits de distribution télévision sur ces dessins animés.
Peu après la fusion de WB-7A, le studio a fait recoloriser 79 de ces dessins animés en noir et blanc en raison de l'augmentation de la demande pour les dessins animés en couleur par les stations de télévision. Ces colorisations, produites en Corée du Sud par Fred Ladd, ont souvent été critiquées pour leur infériorité par rapport à l'original d'animation. Les mêmes 79 dessins animés ont été colorisées à nouveau au début des années 1990 (avec 25 autres dessins animés n'avaient pas été colorisés en 1968), cette fois à l'aide d'un ordinateur pour ajouter de la couleur au dessin, préservant ainsi l'animation d'origine, mais là encore les dessins animés étaient montrés d'une manière qu'ils n'étaient pas destinés à être vus. Certaines des versions colorées par ordinateur utilisent par erreur le thème d'ouverture de 1936-37 Looney Tunes (aussi connu sous le nom de "Porky Signature")pour les dessins animés de 1941-42 au lieu de "The Merry-Go-Go-Round Broke Down" (peut-être dû à un oubli). Time Warner n'était pas propriétaire des dessins animés Warner Bros de Associated Arts Productions avant 1996, date à laquelle elle fusionne avec Turner Broadcasting System, propriétaire du lot d'Associated Arts Productions (via Turner Entertainment Co.).
Aujourd'hui, lorsqu'on utilise les termes "pré-août 1948 " et "post-juillet 1948" pour décrire les ensembles télévisuels des dessins animés de Warner Bros., le premier est habituellement utilisé exclusivement pour désigner ces dessins animés possédés par l'Associated Arts Production en excluant les dessins animés vendus à Sunset Productions.

## Liste des dessins animés dans le "Sunset Productions" package
Remarque: Tous les dessins animés sont les Looney Tunes , sauf indication contraire. Les titres en gras sont disponibles sur le DVD dans le cadre de l' Looney Tunes Golden Collection.
Remarque: Tous les dessins animés diffusés en 1930 et 1931 et après 1941 sont dans le domaine public. Pour toutes les autres années, PD dessins animés seront marqués d'un astérisque.
| - The Booze Hangs High - Box Car Blues - Congo Jazz - Hold Anything - Sinkin' in the Bathtub | - Ain't Nature Grand! - Big Man from the North - Bosko the Doughboy - Bosko Shipwrecked - Bosko's Fox Hunt - Bosko's Holiday - Bosko's Soda Fountain - Dumb Patrol - The Tree's Knees - Ups 'n Downs - Yodeling Yokels | - Battling Bosko* - Big-Hearted Bosko* - Bosko and Bruno* - Bosko at the Beach* - Bosko at the Zoo* - Bosko the Drawback - Bosko the Lumberjack* - Bosko's Dizzy Date - Bosko's Dog Race* - Bosko's Party* - Bosko's Store* - Bosko's Woodland Daze - Ride Him, Bosko! | - Beau Bosko - Bosko in Dutch - Bosko in Person - Bosko the Musketeer - Bosko the Sheep-Herder - Bosko the Speed King - Bosko's Knight-Mare - Bosko's Mechanical Man - Bosko's Picture Show - Buddy's Beer Garden - Buddy's Day Out - Buddy's Show Boat - I've Got to Sing a Torch Song (MM) - Sittin' on a Backyard Fence (MM) |

| - Buddy and Towser - Buddy the Dentist - Buddy the Detective - Buddy the Gob - Buddy of the Apes - Buddy the Woodsman - Buddy's Adventures - Buddy's Bearcats - Buddy's Circus - Buddy's Garage - Buddy's Trolley Troubles - The Girl at the Ironing Board (MM) - Goin' to Heaven on a Mule (MM) - How Do I Know It's Sunday (MM) - The Miller's Daughter (MM) - Pettin' in the Park (MM) - Rhythm in the Bow (MM) - Shake Your Powder Puff (MM) - Those Were Wonderful Days (MM) - Viva Buddy - Why Do I Dream Those Dreams? (MM) | - Buddy in Africa - Buddy the Gee Man - Buddy of the Legion - Buddy Steps Out - Buddy's Bug Hunt - Buddy's Lost World - Buddy's Pony Express - Buddy's Theatre - A Cartoonist's Nightmare - The Fire Alarm - Gold Diggers of '49 - Hollywood Capers* | - Alpine Antics - The Blow Out - Boom Boom* - Fish Tales - Little Beau Porky - Milk and Money - The Phantom Ship - Plane Dippy - Porky in the North Woods - Porky the Rainmaker - Porky's Moving Day - Porky's Pet - Porky's Poultry Plant - Shanghaied Shipmates - The Village Smithy - Westward Whoa* |

| - The Case of the Stuttering Pig - Get Rich Quick Porky* - Picador Porky - Porky and Gabby - Porky the Wrestler - Porky's Badtime Story - Porky's Building - Porky's Double Trouble - Porky's Duck Hunt - Porky's Garden* - Porky's Hero Agency - Porky's Railroad* - Porky's Road Race - Porky's Romance - Porky's Super Service - Rover's Rival | - The Daffy Doc - Injun Trouble - Porky & Daffy - Porky at the Crocadero - Porky the Fireman - Porky the Gob - Porky in Egypt - Porky in Wackyland - Porky's Five and Ten - Porky's Hare Hunt - Porky's Naughty Nephew - Porky's Party - Porky's Phoney Express - Porky's Poppa - Porky's Spring Planting - What Price Porky - Wholly Smoke | - Chicken Jitters - The Film Fan - It's an Ill Wind - Jeepers Creepers - Kristopher Kolumbus Jr. - The Lone Stranger and Porky - Naughty Neighbors - Pied Piper Porky - Polar Pals - Porky and Teabiscuit - Porky the Giant Killer - Porky's Hotel - Porky's Movie Mystery - Porky's Picnic - Porky's Tire Trouble - Scalp Trouble - Wise Quacks | - Africa Squeaks - Ali-Baba Bound* - Calling Dr. Porky - The Chewin' Bruin - Patient Porky - Pilgrim Porky - Porky's Baseball Broadcast - Porky's Hired Hand - Porky's Last Stand - Porky's Poor Fish - Prehistoric Porky - Slap Happy Pappy - The Sour Puss - The Timid Toreador* - You Ought to Be in Pictures |

| - A Coy Decoy* - The Haunted Mouse* - The Henpecked Duck* - Joe Glow, the Firefly* - Meet John Doughboy* - Notes to You* - Porky's Ant* - Porky's Bear Facts* - Porky's Midnight Matinee* - Porky's Pooch* - Porky's Preview* - Porky's Prize Pony* - Porky's Snooze Reel - Robinson Crusoe Jr.* - We, the Animals Squeak!* | - The Daffy Duckaroo - Daffy's Southern Exposure - The Ducktators - Eatin' on the Cuff, or The Moth Who Came to Dinner - Gopher Goofy - Hobby Horse Laffs - The Impatient Patient - Nutty News - Porky's Cafe - Porky's Pastry Pirates - Saps in Chaps - Wacky Blackout - Who's Who in the Zoo | - Confusions of a Nutzy Spy - Hop and Go - Porky Pig's Feat - Puss n' Booty - Scrap Happy Daffy - Tokio Jokio |